# Minatitlán kommun, Colima
Minatitlán är en kommun i Mexiko.   Den ligger i delstaten Colima, i den södra delen av landet, 500 km väster om huvudstaden Mexico City.
Följande samhällen finns i Minatitlán:
- Minatitlán
- Benito Juárez de Peña Colorada
- Paticajo
- El Platanar
- El Sauz
- La Playa